# Pitambara radians
Pitambara radians är en insektsart som först beskrevs av Kirby 1891.  Pitambara radians ingår i släktet Pitambara och familjen Lophopidae. Inga underarter finns listade i Catalogue of Life.